# Helmuth Mojem
Helmuth Mojem (* 2. April 1961 in Giarmata, Volksrepublik Rumänien) ist ein deutscher Literaturwissenschaftler.

## Leben und Werk
Helmuth Mojem wurde in Rumänien geboren und kam 1977 zusammen mit seinen Eltern und seiner Schwester nach Deutschland. Nach dem Abitur 1981 studierte Mojem an der Universität Stuttgart Germanistik, Geschichte sowie Allgemeine und Vergleichende Literaturwissenschaft. Dort wurde er auch 1994 mit einer von Reinhard Döhl betreuten Arbeit zu Wilhelm Raabes „Odfeld“ promoviert.
Anschließend war Mojem als Wissenschaftlicher Mitarbeiter an der Universität Regensburg (1993/95), dem Deutschen Literaturarchiv Marbach (1995/98) und dem Stefan-George-Archiv in Stuttgart beschäftigt (1998/2001). 2001 kehrte er an das Deutsche Literaturarchiv Marbach zurück, wo er zunächst in der Handschriftenabteilung tätig war und seit 2008 das Cotta-Archiv leitet. Seit 2018 ist Mojem Honorarprofessor an der Eberhard Karls Universität Tübingen.
Mojem forscht vorwiegend zur deutschen Literatur des 19. Jahrhunderts, insbesondere zur Literatur im deutschen Südwesten.

## Schriften (Auswahl)
- Baucis ohne Philemon. Wilhelm Raabes Roman „Das Odfeld“ als Idyllenumschrift. Stuttgart 1989, ISBN 3-925184-55-4.
- Der zitierte Held. Studien zur Intertextualität in Wilhelm Raabes Roman „Das Odfeld“. Tübingen 1994, ISBN 3-484-32072-9.
- Der Verleger Johann Friedrich Cotta (1764–1832). Repertorium seiner Briefe. Marbach am Neckar 1998, ISBN 3-929146-87-8.
- „Glükseelig Suevien ...“. Die Entdeckung Württembergs in der Literatur. Marbach am Neckar 2001 (Marbacher Magazin 97). Zweite durchgesehene Auflage 2003, ISBN 978-3-933679-66-6.
- Die sieben Schwaben: schwäbische Dialektliteratur des 19. Jahrhunderts. Konstanz; Eggingen 2010, ISBN 978-3-86142-501-4.
- Cotta. Der Verleger der Horen. Elbingen 2013, ISBN 3-9812223-8-5.
- Friedrich Gundolf / Elisabeth Salomon. Briefwechsel (1914–1931). Hrsg. v. Gunilla Eschenbach und Helmuth Mojem. Berlin / Boston 2015. 2. Ausgabe 2017, ISBN 978-3-11-042763-9.
- Johann Friedrich Cotta. Verleger – Unternehmer – Technikpionier. Hrsg. v. Helmuth Mojem und Barbara Potthast. Heidelberg 2017, ISBN 978-3-8253-6422-9.
- Die Ehre des Redaktors. Wilhelm Hauffs Briefe an Johann Friedrich Cotta. Hrsg. v. Helmuth Mojem. Marbach am Neckar 2017, ISBN 978-3-944469-31-7.
- Ludwig Uhland: Das Stylisticum. Bd. 1: Edition und Kommentar; Bd. 2: Die Beiträger. Biographien und Dokumente. Hrsg. v. Helmuth Mojem und Stefan Knödler. Göttingen 2022, ISBN 978-3-8353-5146-2.
- David Friedrich Strauß, Friedrich Theodor Vischer, Wilhelm Zimmermann: Das Blaubeurer Lagerbuch. Zeugnisse der Geniepromotion. Hrsg. v. Helmuth Mojem. Göttingen 2025. ISBN 978-3-8353-5893-5